# Bensberg-Forsbacher Gebirgsrand
Der Bensberg-Forsbacher Gebirgsrand ist laut dem Handbuch der naturräumlichen Gliederung Deutschlands eine kleinteilige naturräumliche Einheit mit der Nummer 338.40 und gehört zu dem übergeordneten Naturraum 338.4 (Agger-Sülz-Hochflächen). Er umfasst einen schmalen Streifen zwischen dem Bergisch Gladbacher Ortsteil Bensberg (einschließlich des Ortskerns) im Norden bis zum Rösrather Ortsteil Forsbach (kompletter Ortsbereich) im Süden. Landschaftlich gehört der nordöstliche Ausläufer des Königsforsts zum Kernbereich des Naturraums.
Der Bensberg-Forsbacher Gebirgsrand grenzt im Norden an die Paffrather Kalkmulde (Ordnungsnummer 338.23) und im Osten an die Sülzhochfläche (338.41) innerhalb der Bergische Hochflächen (338). Im Westen geht das Rheinische Schiefergebirge (33) in die tiefer gelegene Niederrheinische Bucht (55) über und bildet so einen Gebirgsrand, der namensgebend für den Naturraum ist. So schließen sich im Westen die Altenrather Heideterrasse (550.030) und die Paffrather Kalkterrasse (550.031) innerhalb der Bergischen Heideterrasse (550) an.
Der Naturraum ist dem Rand der Sülzhochfläche westlich vorgelagert und steigt von 140 m im Westen auf 180 m im Osten an. Es handelt sich um eine wenig strukturierte Gebirgsrandleiste, die abgesehen von dem Siedlungsbereichen von Bensberg und Forsbach dicht bewaldet ist. Im Westen wird der Gebirgsrand von der Rheinischen Hauptterrasse überlagert, die von Flugsanden und teilweise von Lößsanden bedeckt ist.